# German Chocolate Cake

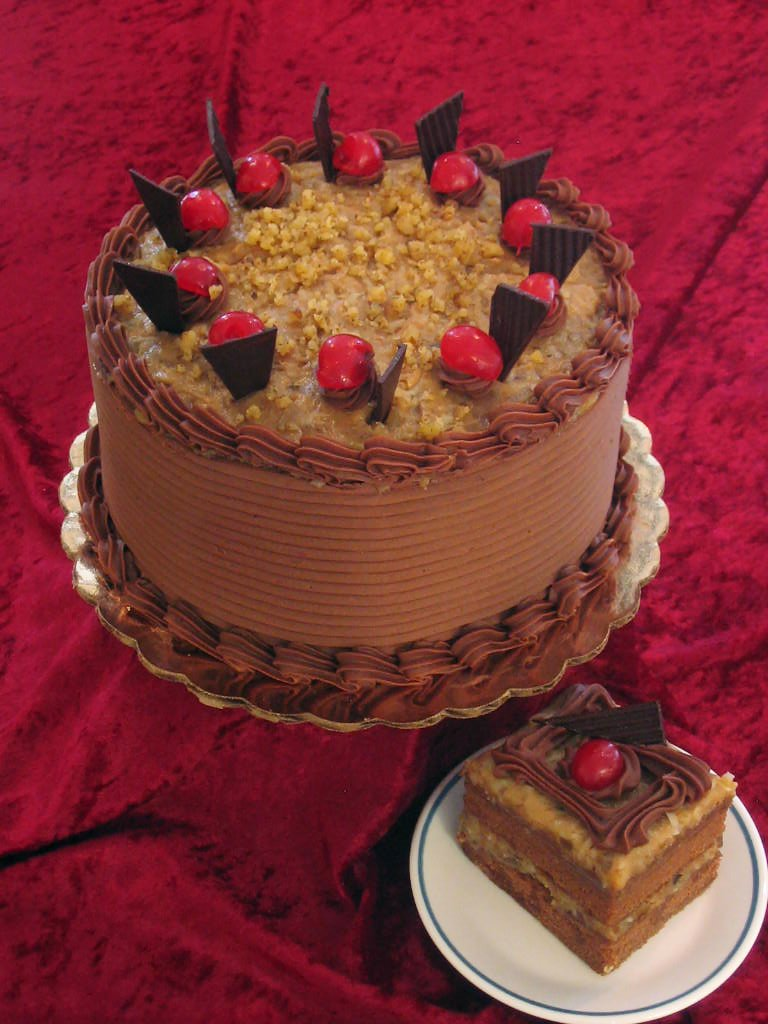
German Chocolate Cake

German Chocolate Cake, ursprünglich German’s Chocolate Cake, ist eine geschichtete Schokoladentorte, die mit Kokos-Pekannuss-Creme gefüllt und oben bestrichen wird. Die Torte stammt aus den Vereinigten Staaten und wurde nach dem englisch-amerikanischen Schokoladenhersteller Samuel German benannt, der eine spezielle dunkle Backschokolade entwickelte, die traditionell im Teig für die Schoko-Böden dieser Torte verwendet wurde. Heutige Rezepte verwenden stattdessen oft Kakaopulver. Die Füllung und die freiliegende oberste Schicht ist eine Creme (ein Pudding) aus Eigelb und Kondensmilch, der (dem) nach dem Kochen Kokosnuss und Pekannüsse hinzugefügt werden. Gelegentlich werden die Seiten der Torte mit Schokoladencreme oder -guß überzogen und der Rand der Böden damit umspritzt, um die Füllung zu halten, und die Torte mit Maraschinokirschen dekoriert.

## Geschichte
1957 erschien ein Rezept für „German’s Chocolate Cake“ als „Rezept des Tages“ in den The Dallas Morning News. Es wurde von Mrs. George Clay, einer Hausfrau aus Dallas, Texas, kreiert und nutzte die „German’s Sweet Chocolate“-Backschokolade, die 1853 vom amerikanischen Bäcker Samuel German für die Baker’s Chocolate Company eingeführt wurde. Ein ähnliches Rezept von der Ernährungsberaterin Jackie Huffines war zuvor im Fernsehen gezeigt worden. General Foods, das zu dieser Zeit die Marke Baker’s besaß, nahm das Rezept auf und verbreitete es in anderen Zeitungen im ganzen Land. Der Verkauf von Baker’s Chocolate soll um bis zu 73 % gestiegen sein, und die Torte wurde zu einem nationalen Standard. Die besitzanzeigende Form German’s wurde in späteren Veröffentlichungen weggelassen, wodurch die Identität des „German Chocolate Cake“ entstand und der falsche Eindruck eines deutschen Ursprungs erweckt wurde.

## Hawaii

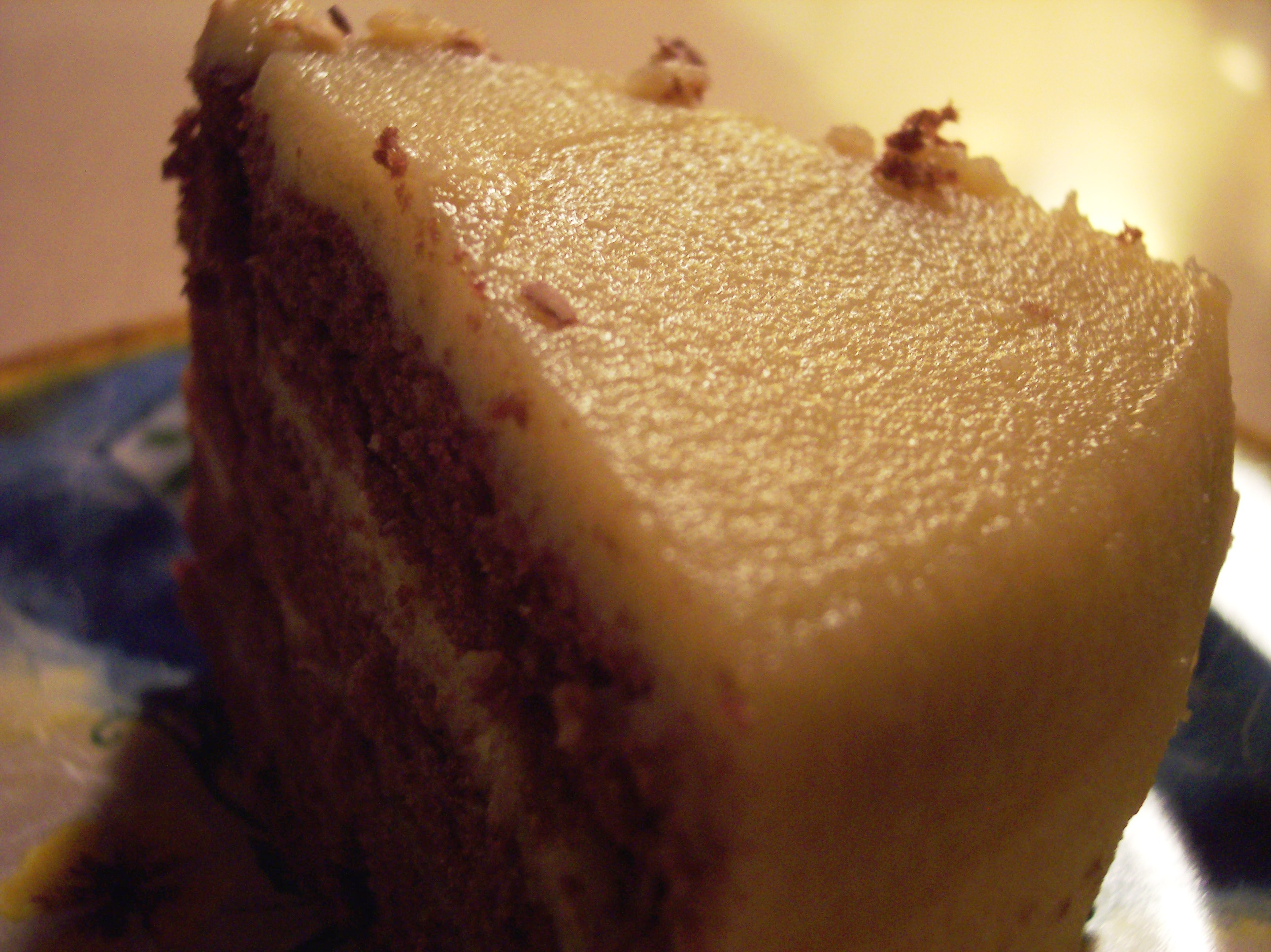
Chantilly Cake in Hawaii

Beliebt in Hawaii ist der Chantilly Cake, eine abgewandelte German Chocolate Cake ohne Kokosnuss oder sonstige Nüsse in der Creme, der jedoch gelegentlich mit Macadamianüssen garniert wird. Ansonsten sind die Rezepte für German Chocolate Cake und Chantilly Cake nahezu identisch. Trotz seines Namens enthält er keine Schlagsahne (deren englische Bezeichnung Crème Chantilly / Chantilly cream ist).

## Weiterführende Literatur
- Celebrating Not-So-German Chocolate Cake. (Audio mit Transkript) In: NPR All Things Considered. 23. Juni 2007 (englisch).